# Spathandra blackioides
Spathandra blackioides är en tvåhjärtbladig växtart som först beskrevs av George Don jr, och fick sitt nu gällande namn av Jacq.-fél.. Spathandra blackioides ingår i släktet Spathandra och familjen Melastomataceae. Utöver nominatformen finns också underarten S. b. fleuryi.